# Belval-Bois-des-Dames

Belval-Bois-des-Dames este o comună în departamentul Ardennes din nordul Franței. Se află la o altitudine de 168 m deasupra nivelului mării. Are o suprafață de 17,22 km². Populația este de 27 locuitori, determinată în 1 ianuarie 2022, prin recensământ.